# 4044 Erikhog
4044 Erikhog је астероид главног астероидног појаса са средњом удаљеношћу од Сунца која износи 3,038 астрономских јединица (АЈ).
Апсолутна магнитуда астероида је 11,8.